# Bni Ayat
Bni Ayat  (in arabo بني عياط‎?) è un centro abitato e comune rurale del Marocco situato nella provincia di Azilal, regione di Béni Mellal-Khénifra. Conta una popolazione di 22 900 abitanti (censimento 2014).